# Sonoterapia
El término sonoterapia se refiere a una terapia alternativa que aplica los parámetros del sonido en la recuperación de trastornos sensoriales, motrices y cognitivosy se considera un abordaje receptivo de la musicoterapia. Se utilizan cuencos tibetanos o de cuarzo, diapasones afinados a determinadas frecuencias o diversos instrumentos con el fin de facilitar y promover comunicación, aprendizaje, movimiento, expresión, organización y otros objetivos terapéuticos relevantes, para así satisfacer las necesidades físicas, emocionales, mentales, sociales y cognitivas del ser humano. También se utiliza la voz y el canto de armónicos.

## Antecedentes

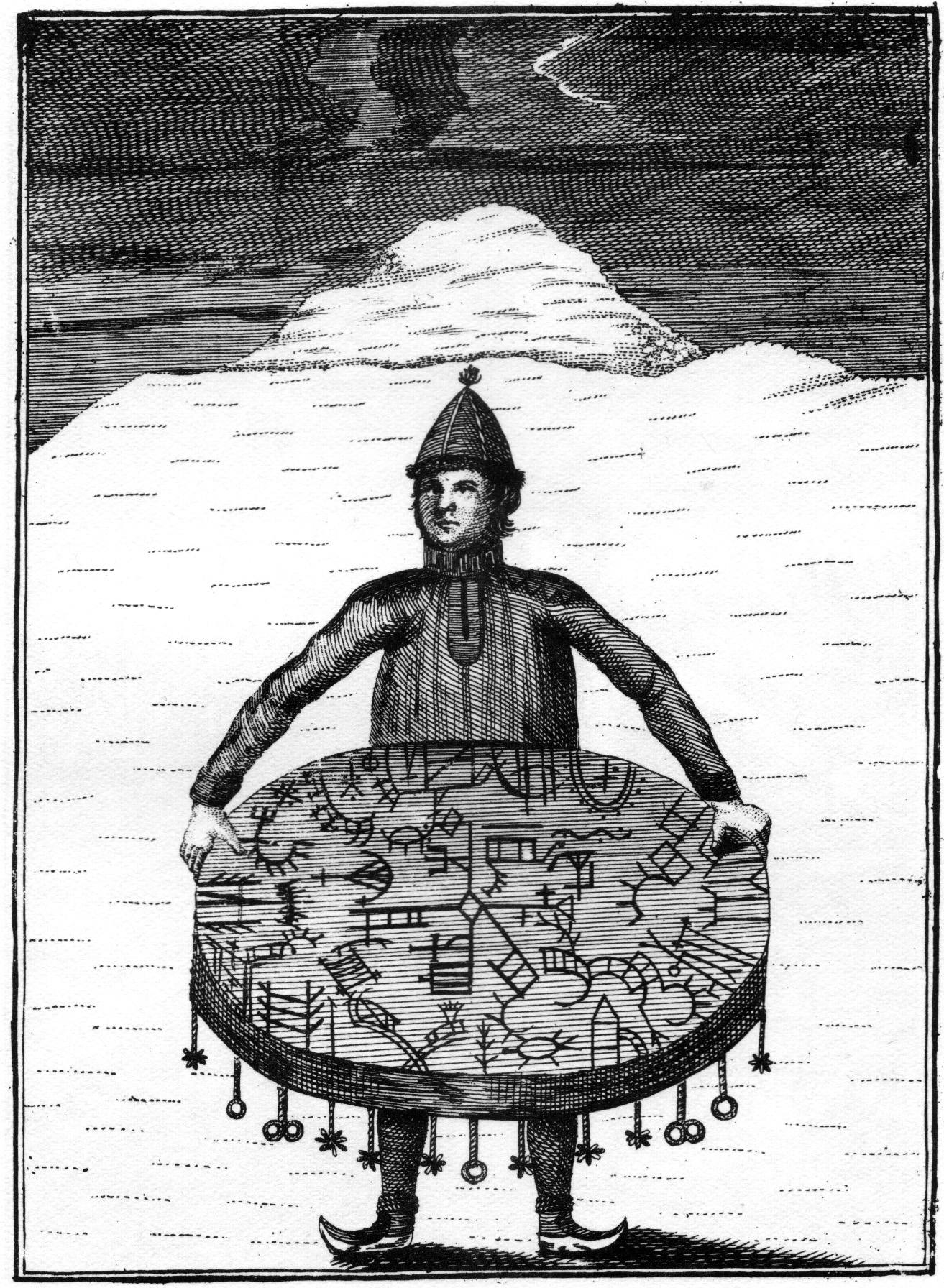
Chamán sami con su tambor.

El uso de la música y las canciones en los primeros humanos fue muy probablemente usado como un medio de invocar poderes o fuerzas que permitirían al chamán o curandero la sanación de los enfermos. Santones y chamanes han usado tambores, sonajeros, cuencos y otros instrumentos para la inducción de trances místicos asociados a la sanación. En el chamanismo chino encontramos el uso del gong con fines similares.
Por su parte, el canto también era utilizado con fines de sanación o inducción de estados de bienestar, tal es el caso del totemismo, el cual dentro de sus prácticas involucraba la utilización de sonidos, como la imitación de animales considerados sagrados, para la invocación de cualidades paranormales o la rogativa por beneficios sanatorios.

## Actualidad
A  raíz de las observaciones que  Sharry Edwards realizó sobre la interacción del sonido y el sistema nervioso, a las que denominó "bioacustica",  aparecieron en la década del 70 asociaciones de sonoterapeutas. La primera de ellas fue la Asociación de Sonoterapeutas del Reino Unido, en Cambridgeshire.
En Norteamérica, encontramos la Asociación de Sonoterapeutas de Jonathan Goldman, fundada en 1982. Esta organización agrupa a  personas de diversas disciplinas interesados en utilizar la sonoterapia como una forma de tratamiento complementario. Asimismo la organización se encarga de diversos cursos para la difusión de la práctica, donde destaca el curso impartido por el propio Goldman en Loveland, Colorado. 
Recientemente, ha aparecido  la Asociación Internacional de Sonoterapeutas o ISTA (por sus siglas en inglés), con sede en Sarasota, Florida.

## Teorías
Algunos estudios en el campo de la psiquiatría y la psicología han reportado efectos benéficos en la salud mental a la exposición a música armoniosa traducidos en estados anímicos positivos y relajantes, por lo que algunos sonoterapeutas invocan a la eufonía como medio de sanación.  En sonoterapia la eufonía es producida por la generación de series de armónicos. Los cuencos tibetanos, así como las campanas, otros metalófonos y aerófonos, tienen la propiedad de generar sobretonos de manera natural, los cuales cuando son armónicos producen eufónicas.

Ondas alfa.

Las ondas alfa u ondas de Berger" son un tipo de ondas cerebrales cuya oscilación electromagnética comprende el rango de frecuencias de 8-13 Hz las cuales están asociadas a la sincronía neuronal en las zonas del tálamo y sobre todo del lóbulo occipital durante períodos de relajación, con los ojos cerrados, pero todavía despierto. Estas ondas se atenúan al abrirse los ojos, con la somnolencia y el sueño. Se piensa que representan la actividad de la corteza visual en un estado de reposo.  Muchas terapias alternativas plantean, entre otros objetivos, la generación de este tipo de ondas para la inducción de los estados de relajación a los que están asociados. En el caso de la sonoterapia se considera que es la vibración la  que genera dichas ondas. 